# Świniary (Święty Krzyż)
Świniary is een dorp in de Poolse woiwodschap Święty Krzyż. De plaats maakt deel uit van de gemeente Solec-Zdrój en telt 351 inwoners.